# SN 2006jc
SN 2006jc — сверхновая звезда типа Ib, вспыхнувшая в созвездии Рыси 9 октября 2006 года.

## История изучения
20 октября 2004 года японский астроном-любитель Коити Итагаки (англ. Koichi Itagaki) зарегистрировал яркую вспышку в галактике UGC 4904, ошибочно определив её как вспышку сверхновой. Однако это был лишь мощный выброс звёздного вещества; сама звезда выжила. Но спустя 2 года, 11 октября 2006 года астрономы-любители и профессионалы зафиксировали действительно взрыв сверхновой. Наблюдение за событием велось с помощью многих наземных обсерваторий, а также орбитальных телескопов Swift и Chandra. Тщательно проанализировав данные, группа исследователей из Центра космических полётов Годдарда под руководством Стефана Иммлера (англ. Stefan Immler) выяснила, какова была масса звёздного вещества, выброшенного в 2004 году. Она оказалась эквивалентна 0,01 массы Солнца или же около 10 масс Юпитера.
Наблюдения показали, что ударная волна достигла оболочки, сброшенной в 2004 году, всего лишь за несколько недель. При столкновении волна разогрела газ оболочки до нескольких миллионов градусов, достаточно для того, чтобы он стал излучать в рентгеновском диапазоне. Снимки телескопа Swift показали, что благодаря этому SN 2006jc продолжала светиться в рентгене на протяжении 100 суток — подобного эффекта не было зарегистрировано ни у одной сверхновой за всю историю наблюдений.

## Характеристики

SN 2006jc в рентгеновском диапазоне. Фотография телескопа Chandra

Астрофизические модели показали, что до взрыва звезда незадолго перед этим эволюционировала из яркой голубой переменной (ЯГП) в звезду Вольфа — Райе. ЯГП представляют собой очень массивные звёзды, находящиеся на короткой, но крайне нестабильной фазе звёздной эволюции. Подобно вспышке 2004 года, ЯГП производят мощные выбросы звёздного вещества — подобные явления часто путают со взрывами сверхновых, в астрономической литературе их называют ложными сверхновыми. Для звёзд Вольфа — Райе так же характерны выбросы вещества: часто они сбрасывают в космическое пространство верхние слои атмосферы.
В случае с SN 2006jc для астрономов оказалось неожиданностью то, что звезда так скоро пережила гравитационный коллапс, несмотря на недавнюю колоссальную вспышку. Данный феномен заставляет пересмотреть некоторые детали модели звёздной эволюции.
Вспышка сверхновой SN 2006jc произошла в галактике UGC 4904, находящейся на расстоянии около 77 млн св. лет от нас. Взрыв относится к пекулярной разновидности типа Ib. Её первооткрывателями стали астрономы-любители: вышеупомянутый Коити Итагаки, американец Тим Пакетт (англ. Tim Puckett) и итальянец Роберто Горелли (англ. Roberto Gorelli).